# Dasydytes chatticus
Dasydytes chatticus is een buikharige uit de familie Dasydytidae. Het dier komt uit het geslacht Dasydytes. Dasydytes chatticus werd in 1990 voor het eerst wetenschappelijk beschreven door Schwank. 